# Diodato Pallieri
Il conte Diodato Pallieri (Moretta, 20 agosto 1813 – Roma, 2 giugno 1892) è stato un politico italiano.

## Biografia
Nato da illustre famiglia di ufficiali superiori dell'esercito piemontese, suo padre fu l'ultimo colonnello del reggimento della Legione reale leggera, sciolta nel 1821, e che poi servì da modello al generale Alessandro Lamarmora per la formazione del Corpo dei Bersaglieri. Suo cugino e tutore era il conte Gaspare Coller, che fu il primo Presidente del Senato del Regno.
Il conte Diodato, laureatosi in legge, veniva ammesso come volontario nell'Ufficio del Procuratore Generale presso la Camera dei Conti, e successivamente nominato Giudice nel Tribunale di Pinerolo, Sottintendente Generale dell'allora provincia di Savona, sostituto procuratore Generale presso la Camera dei Conti, e nel 1849 Segretario Generale del Ministero dell'Interno.
Venne eletto deputato nel dicembre dello stesso anno nel collegio di Cavour senza che avesse posta la sua candidatura; appena ammesso nella Camera si dimise dalla carica di Segretario Generale, che reputava incompatibile con l'indipendenza del Deputato. 
Nel 1854 andò Prefetto a Genova.
Nel 1858 venne mandato in missione diplomatica a Parigi per affari concernenti al Principato di Monaco.
Nel 1859, dopo l'abbandono del Ducato di Parma da parte della reggente Maria Luisa di Borbone-Francia, l'amministrazione temporanea delle provincie parmensi venne retta dal conte Pallieri. Ivi promulgò lo Statuto Albertino e le principali leggi politiche e amministrative del Regno di Sardegna.
Nel maggio del 1863 venne creato Senatore del Regno. 
Sua figlia, Rosalia Pallieri (Torino, 4 settembre 1853 - Torino, 1920), sposò il conte Cesare Balladore (Voghera, 27 marzo 1836- Voghera, 1907) ed ebbero come figli Diodato Balladore Pallieri (1873-1951), Olimpia Balladore Pallieri (1876-1962) e Lorenzo Balladore Pallieri (1879-1953).
Giorgio Balladore Pallieri è suo pronipote.